# يورغن بيك
يورغن بيك (بالدنماركية: Jørgen Beck)‏ هو ممثل دانمركي، ولد في 13 ديسمبر 1914 في الدنمارك، وتوفي في 5 أكتوبر 1991 بالدنمارك.

## وصلات خارجية
- يورغن بيك على موقع IMDb (الإنجليزية)
- يورغن بيك على موقع قاعدة بيانات الأفلام السويدية (السويدية)
- يورغن بيك على موقع قاعدة بيانات الفيلم (الإنجليزية)
- يورغن بيك على موقع كينوبويسك (الروسية)